# Petar Guberina
 (décembre 2020).
Si vous disposez d'ouvrages ou d'articles de référence ou si vous connaissez des sites web de qualité traitant du thème abordé ici, merci de compléter l'article en donnant les références utiles à sa vérifiabilité et en les liant à la section « Notes et références ».
Petar Guberina (22 mai 1913 à Šibenik - 22 janvier 2005 à Zagreb) est un linguiste croate.
Après avoir terminé sa scolarité secondaire au lycée classique de Šibenik, il suit les cours de la Faculté des lettres de l'université de Zagreb où il obtient en 1935 son diplôme de fin d'études en philologie romane (français et latin). Il continue ensuite ses études en France à la Sorbonne, où en 1939 il soutient sa thèse de doctorat, préparée sous la direction des Professeurs Pierre Fouché et Jules Marouzeau : Valeur logique et valeur stylistique des propositions complexes.
Ce travail ouvre la voie à une véritable « linguistique de la parole », soulignant dès le départ, l'importance du rythme, de l'intonation, du geste comme facteurs optimaux de la structuration des langues et donc de leur acquisition. Nommé après la guerre Professeur à la Faculté des Lettres de l'université de Zagreb, il y exerce jusqu'à sa retraite en 1983 comme professeur de français et chef du département de langues romanes (1951–1965). En 1954, il fonde l'Institut de phonétique et le Service de phonétique en 1965 dont il devint directeur à sa retraite en 1983.
Ses recherches sur la linguistique de la parole révolutionnent l'apprentissage des langues vivantes et aboutissent à la méthode structuro-globale audiovisuelle (SGAV) élaborée avec Paul Rivenc du CREDIF (méthode Zagreb - Saint-Cloud).
La Méthode verbo-tonale s'est développée sur tous les continents, tant dans le domaine de l'apprentissage/enseignement des langues vivantes que de la réhabilitation et de l'éducation des personnes malentendantes, des enfants ayant une parole altérée ainsi que dans la thérapie des désordres de la parole. Les principes de base du système verbo-tonal ont été fondamentaux dans le développement des méthodes modernes d'enseignement des langues étrangères. Ils sont à la base des matériels électro-acoustiques de diagnostic audiologique et de prothèses auditives.
La forme la plus élaborée de ce matériel est le SUVAG LINGUA, appareil comportant des filtres capables de modifier la parole du moniteur après capture par un micro, de manière à obtenir du patient ou de l'élève qui l'écoute avec un casque, la prononciation la plus correcte possible.
Pour les sourds et les aphasiques l'opérateur cherche puis utilise les gammes de fréquences sonores qu'ils sont capables d'entendre, au besoin en les amplifiant (une surdité est très rarement totale).
Il était membre de l'Académie croate des sciences et des arts depuis 1963, directeur, puis conseiller scientifique, du centre-policlinique SUVAG, centre mondial pour le développement et la formation au système verbo-tonal.
Président de l'Alliance française de Zagreb durant plusieurs années, il était Officier de la Légion d'honneur.